# Тензор

Тензор механічних напружень, тензор другого порядку. Компоненти тензора у тривимірній Декартовій системі координат утворюють матрицю
,
стовпцями якої є напруження (сили на одиницю площі), що діють на грані куба e_{1}, e_{2}, і e_{3}.

Те́нзор (від лат. tendere, «тягнутись, простиратися») — математичний об'єкт, що узагальнює такі поняття як скаляр, вектор, ковектор, лінійний оператор і білінійна форма. Вивченням тензорів займається тензорне числення.
В деякому базисі тензор представляється у вигляді багатовимірної таблиці {\displaystyle d\times d\times \cdots \times d} (число співмножників збігається з валентністю тензора), заповненої числами (компонентами тензора). При заміні базису компоненти тензора змінюються певним чином, при цьому сам тензор не залежить від вибору базису.

## Означення
Тензор рангу (m, n) над векторним простором V є елемент тензорного добутку m просторів V та n спряжених просторів V* (тобто просторів лінійних функціоналів (1-форм) на V)
{\displaystyle {\begin{matrix}\tau \in T_{n}^{m}(V)&=&\underbrace {V\otimes \dots \otimes V} &\otimes &\underbrace {V^{*}\otimes \dots \otimes V^{*}} \\&&m&&n\end{matrix}}}
Сума чисел m+n називається валентністю тензора. Тензор рангу (m, n) також називається m разів контраваріантним та n разів коваріантним.

## Означення тензорного об'єкта
Основною властивістю, і фактично означенням, тензора {\displaystyle T_{ij\cdots }^{kl\cdots }} є закон перетворення його компонент при зміні системи координат:
{\displaystyle (1)\qquad {\hat {T}}_{ij\cdots }^{kl\cdots }=\alpha _{k_{1}}^{k}\alpha _{l_{1}}^{l}\cdots \beta _{i}^{i_{1}}\beta _{j}^{j_{1}}\cdots T_{i_{1}j_{1}\cdots }^{k_{1}l_{1}\cdots }}
де (взаємно обернені) матриці переходу {\displaystyle \alpha _{j}^{i},\;\beta _{j}^{i}} є частковими похідними функцій, що задають нові координати відносно старих та навпаки:
{\displaystyle (2)\qquad \alpha _{j}^{i}={\partial {\hat {x}}^{i} \over \partial x^{j}},\qquad \beta _{j}^{i}={\partial x^{i} \over \partial {\hat {x}}^{j}}}

## Приклади
- Тензор рангу (0,0) є скаляр;
- Тензор рангу (1,0) є вектор;
- Тензор рангу (0,1) є ковектор (коваріантний вектор), тобто елемент простору V*;
- Тензор рангу (0,2) є білінійна форма;
- Тензор рангу (1,1) є лінійний оператор.
- Форма об'єму на {\displaystyle n}-мірному лінійному просторі є прикладом антисиметричного тензора рангу {\displaystyle (0,n)} (або {\displaystyle n} раз коваріантного)
- Тензор кривини {\displaystyle R_{\ jkl}^{i}} — приклад тензора рангу {\displaystyle (1,3)}, його згортки — тензор Річчі {\displaystyle R_{ij}} і скалярна кривина {\displaystyle R=R_{ij}g^{ij}} — приклади тензорів відповідно рангу {\displaystyle (0,2)} і {\displaystyle (0,0)}, тобто останній — скаляр.
- Символ Леві-Чивіти — тензор 3-го рангу {\displaystyle \varepsilon _{ijk}}.

## Тензорні операції
Тензори допускають такі унарні операції:
- Множення на скаляр — виконується покомпонентно;
- Згортка тензора — специфічна тензорна операція, що знижує ранг тензора.

і такі бінарні операції:
- Додавання тензорів однакової валентності та складу індексів — виконується покомпонентно;
- Множення тензорів — добутком тензора рангу (m,n) на тензор рангу (m',n') є тензор рангу (m+m',n+n'), тобто якщо {\displaystyle \sigma \in T_{n}^{m}} і {\displaystyle \tau \in T_{n'}^{m'}}, то їх добуток

{\displaystyle \sigma \otimes \tau \in T_{n+n'}^{m+m'}=T_{n}^{m}\otimes T_{n'}^{m'}}

## Тензор як мультилінійна функція
Про тензор рангу (0, n) зручно думати як про функцію {\displaystyle \ \alpha (v_{1},v_{2},\dots ,v_{n})} з {\displaystyle v_{i}\in V}, яка лінійна по кожному аргументу {\displaystyle \ v_{i}} (такі функції називаються полілінійними), тобто
{\displaystyle \ \alpha (v_{1},\dots ,cv_{i},\dots ,v_{n})=c\cdot \alpha (v_{1},\dots ,v_{i},\dots ,v_{n}),}
{\displaystyle \ \alpha (v_{1},\dots ,v_{i}+v_{i}',\dots ,v_{n})=\alpha (v_{1},\dots ,v_{i},\dots ,v_{n})+\alpha (v_{1},\dots ,v_{i}',\dots ,v_{n}).}
Також можна думати і про довільний тензор рангу (n, m), але в цьому випадку треба розглядати функцію 
{\displaystyle \ \alpha (w^{1},w^{2},\dots ,w^{n},v_{1},v_{2},\dots ,v_{m}),}
де {\displaystyle w^{i}\in V^{*},\;\;v_{i}\in V.}

## Компоненти тензора
Компонентами (координатами) тензора в базисі віднесення {\displaystyle e_{i}\in V,\ i=1...,dim(V)} є числа
{\displaystyle {\tau _{j_{1},j_{2},\dots ,j_{n}}}^{i_{1},i_{2},\dots ,i_{m}}=\tau (e^{j_{1}},e^{j_{2}},\dots ,e^{j_{n}},e_{i_{1}},e_{i_{2}},\dots ,e_{i_{m}})}
{\displaystyle 1\leq i_{a},\ j_{b}\leq d}
де {\displaystyle e^{j}\in V^{*},\ j=1...,d} є базис в просторі {\displaystyle V^{*}\!}, дуальний базису {\displaystyle e_{i}\!} (тобто {\displaystyle e^{j}e_{i}=\delta _{i}^{j}}, де {\displaystyle \delta _{i}^{j}} є символ Кронекера).
Індекси, що відносяться до просторів {\displaystyle V^{*}\!}, зображають верхніми індексами і називають контраваріантними, а індекси, що відносяться до просторів {\displaystyle V\!}, відповідно зображають знизу і називають коваріантними.

## Симетрії
В різного роду застосуваннях часто виникають тензори з певною властивістю симетрії.
Симетричним за двома ко-(контра-)варіантними індексами називається тензор, який задовольняє такій вимозі:
{\displaystyle T({\underline {e^{j_{1}},e^{j_{2}}}},...e^{j_{n}},e_{i_{1}},e_{i_{2}},...,e_{i_{m}})=T({\underline {e^{j_{2}},e^{j_{1}}}},...e^{j_{n}},e_{i_{1}},e_{i_{2}},...,e_{i_{m}})}
{\displaystyle (T(e^{j_{1}},e^{j_{2}},...e^{j_{n}},{\underline {e_{i_{1}},e_{i_{2}}}},...,e_{i_{m}})=T(e^{j_{1}},e^{j_{2}},...e^{j_{n}},{\underline {e_{i_{2}},e_{i_{1}}}},...,e_{i_{m}}))}

або в компонентах
{\displaystyle {T_{{\underline {j_{1},j_{2}}},...,j_{n}}}^{i_{1},i_{2}...,i_{m}}={T_{{\underline {j_{2},j_{1}}},...,j_{n}}}^{i_{1},i_{2}...,i_{m}},}
{\displaystyle \quad \forall j_{1},\ j_{2}=1,2...,(dim(V)=dim(V^{*}))} 

{\displaystyle ({T_{j_{1},j_{2}...,j_{n}}}^{{\underline {i_{1},i_{2}}},...,i_{m}}={T_{j_{1},j_{2}...,j_{n}}}^{{\underline {i_{2},i_{1}}},...,i_{m}},}
{\displaystyle \quad \forall i_{1},\ i_{2}=1,2...,(dim(V)=dim(V^{*})))}.
Аналогічно визначається коса симетрія (або антисиметричність):
{\displaystyle T({\underline {e^{j_{1}},e^{j_{2}}}},...e^{j_{n}},e_{i_{1}},e_{i_{2}},...,e_{i_{m}})=-T({\underline {e^{j_{2}},e^{j_{1}}}},...e^{j_{n}},e_{i_{1}},e_{i_{2}},...,e_{i_{m}})}
{\displaystyle (T(e^{j_{1}},e^{j_{2}},...e^{j_{n}},{\underline {e_{i_{1}},e_{i_{2}}}},...,e_{i_{m}})=-T(e^{j_{1}},e^{j_{2}},...e^{j_{n}},{\underline {e_{i_{2}},e_{i_{1}}}},...,e_{i_{m}}))}
або в компонентах
{\displaystyle {T_{{\underline {j_{1},j_{2}}},...,j_{n}}}^{i_{1},i_{2}...,i_{m}}=-{T_{{\underline {j_{2},j_{1}}},...,j_{n}}}^{i_{1},i_{2}...,i_{m}},}
{\displaystyle \quad \forall j_{1},\ j_{2}=1,2...,(\dim(V)=\dim(V^{*}))} 

{\displaystyle ({T_{j_{1},j_{2}...,j_{n}}}^{{\underline {i_{1},i_{2}}},...,i_{m}}=-{T_{j_{1},j_{2}...,j_{n}}}^{{\underline {i_{2},i_{1}}},...,i_{m}},}
{\displaystyle \quad \forall i_{1},\ i_{2}=1,2...,(\dim(V)=\dim(V^{*})))}.
Симетрія або антисиметрія не обов'язково повинна охоплювати тільки сусідні індекси, вона може включати й індекси з різних місць тензора. Головною умовою є те, що симетрія або антисиметрія може стосуватися тільки індексів одного сорту: ко- або контраваріантних. Симетрії між ко- і контраваріантними індексами тензорів не мають сенсу, оскільки, навіть якщо вони спостерігаються в компонентах, то руйнуються при переході до іншого базису віднесення.
Ці визначення природним чином узагальнюються на випадок більше ніж двох індексів. При цьому за будь-якої перестановки індексів, за якими тензор є симетричним, його дія не змінюється, а при антисиметрії за індексами знак дії тензора змінюється на протилежний для непарних перестановок (що одержуються з початкового розташування індексів непарним числом транспозицій — перестановок двох індексів) і зберігається для парних.